# Der Kuss des Kjer
Der Kuss des Kjer ist ein Fantasyroman von Lynn Raven. Das Buch erschien im Juli 2010 im cbt/cbj Verlag. Es handelt von der Heilerin Lijanas, die von dem Heerführer der Kjer, Mordan, entführt wurde.

## Handlung
Die junge Heilerin Lijanas vom Volk der Nivard lebt in Anschara, der Hauptstadt Astrachars. Sie wird von Mordan, einem Krieger der verfeindeten Kjer, entführt. Er hat von seinem König Haffren, den Auftrag bekommen, die Heilerin zu ihm in die Hauptstadt Telmahrs, Turas, zu bringen. Außerdem soll er die "Tränen der weißen Schlange" für ein Heilungsritual beschaffen. Obwohl Lijanas eine Gefangene Mordans ist, beginnt sie, sich zu dem dunklen Heerführer hingezogen zu fühlen. Auch er beginnt etwas für sie zu empfinden. Doch Lijanas ist mit dem Prinzen von Astrachar, Ahmeer, bereits liiert. Prinz hat um ihre Hand angehalten, und sie hat um Bedenkzeit gebeten. Dieser beginnt schließlich Mordan, der auch der Blutwolf genannt wird, und seine Begleiter zu verfolgen. Verfolgt von den Seelenfressern, wolfsähnlichen Wesen, kommt Mordan der Verdacht, dass diese hinter Lijansas her sind. Diese Wesen, die nur aus Legenden bekannt sind, verfolgen die Entführer. Auf dem Weg zu Kassens Klamm, wo Mordan die "Tränen der weißen Schlange" beschaffen soll, müssen sie die Salzwüste durchqueren. Zudem erkrankt Levan, der jüngste unter den Begleitern des Heerführers an einer seltsamen Krankheit, nachdem er von einem Seelenfresser verwundet wurde. Sie erreichen nach einem Salzsturm im letzten Moment noch die Stadt Cavallin, wo die Gruppe Schutz sucht. Doch dort bricht eine Seuche aus, die von einem toten Seelenfresser im Trinkwasser herrührt, und sehr viele Opfer unter den Bewohnern der Stadt fordert. Auch Corfar fällt ihr zum Opfer, Levan währenddessen wird scheinbar wieder gesund. Lijanas und Mordan geben sich als Ehepaar aus. Als sie aufbrechen, werden sie von Prinz Ahmeer entdeckt, der sie verfolgt hatte. Durch einen Armbrustbolzen wird Mordan schwer verwundet. 
Nach einer weiteren Verfolgung kann sich Lijanas aus der Gewalt ihres nahezu bewusstlosen Entführers befreien und ihn somit vor den Nivard schützen. Kurze Zeit später werden sie und Ahmeer, der sie aufgegriffen hatte, wieder gefangen genommen, allerdings von Kjer, die dem zweiten Heerführer, Jerdt, unterstehen. Dieser ist mit Mordan verfeindet, da er ihn quälte, als Mordan noch ein Unfreier unter dem früheren Heerführer Jarat war. Dieser hat Mordan zum ersten Heerführer gemacht, als er kurz vor seinem Tod herausfand, dass jener bei den Kessanan, einem grausamen Kriegerclan, ausgebildet wurde. Mordan ist sehr gebildet und als Krieger allen anderen weit überlegen.
Im Lager der Kjer pflegt Lijanas den schwer verwundet geborgenen Mordan wieder gesund. Dann brechen sie zu Kassens Klamm auf. Auf dem Weg dorthin werden sie von einem Steppenvolk gefangen genommen. Diese wollen Mordan zuerst töten, nachdem er aber Lijanas wie sein eigen Fleisch und Blut beschützt, betäuben sie die beiden und bringen sie unter einer Art "Liebesdroge" dazu, miteinander zu schlafen. Dadurch ist das Band von Seelenhexe und Cogén besiegelt. Lijanas wird auf der Weiterreise nach Kassens Klamm von Schuldgefühlen geplagt, da sie Ahmeer versprochen ist, und Mordan den Befehl hat, sie unberührt nach Turas zu bringen. Als sie Kassens Klamm erreichen, finden sie die "Tränen der weißen Schlange". Auf dem Rückweg begegnen sie Levan, der sich allerdings in eine Art Seelenfresser verwandelt hat, Mordan ist somit gezwungen ihn zu töten. 
Mordan wird von Jerdt und seinem früheren Lehrer, dem hohen Meister Arkell von den Kessanan, nach Turas begleitet, da er Lijanas Auslieferung verweigerte. 
Dort wird er von König Haffren inhaftiert und erfährt, dass Jerdt Haffrens illegitimer Sohn ist. Ladakh, der Astrologicus und Heiler des Königs will mit Lijanas Hilfe in einem Ritual einen grausamen Gott seines Volkes, den Hathenan befreien. Außerdem bringt Jerdt währenddessen seinen Vater Haffren um, damit er mit Ladakhs Hilfe den Thron besteigen kann. Mordan, der von Brachan befreit wurde, rettet Lijanas, Ahmeer und die für verrückt gehaltene Königin Naisee im letzten Moment. 
Doch dann wird er von den Nivard gefangen genommen. In Anschara angekommen wird Mordan nach wenigen Tagen ans Strafkreuz gehängt und gefoltert. Nach drei Tagen erreicht Königin Naisee die Hauptstadt Astrachars und verhandelt mit Fürst Rusan über die Herausgabe des Gefangenen. Nachdem sie erklärt hat, dass Mordan der Sohn von ihr und Rusans Bruder Kedar, der von Haffren ermordet wurde, ist, überlässt er ihr den Gefangenen. Lijanas befreit sich aus Ahmeers Gewalt, indem sie ihm öffentlich gesteht, eine Seelenhexe zu sein und das der Kjer ihr Beschützer ist. Sie besucht den von ihr für Tod gehaltenen Mordan an seinem Krankenbett, wo die beiden sich verloben.

## Personen

### Lijanas
Lijanas ist eine Heilerin, die unter den Gesegneten der Rabin in Anschara lebt, da sie dem Fürst der Nivard, Rusan, das Leben rettete. Ihre Mutter, die genau wie sie eine Seelenhexe der Edari ist, verschwand nach einem Überfall spurlos. Auch ihr Vater wurde von den Edari entführt, als Lijanas noch jung war. Sie ist sehr mitfühlend aber auch sehr mutig. Sie hilft den Kranken und Hilflosen so gut sie kann. Sie ist dem künftigen Fürst der Nivard, Ahmeer versprochen, doch sie hat noch nicht zugestimmt ihn zu heiraten. Zu Beginn lebt sie mit ihrer blinden Pflegemutter, Niegra, der ersten gesegneten der Rabin in Anschara.

### Mordan
Mordan ist der erste Heerführer der Kjer. Er ist der Sohn von Königin Naisee und Nivardfürst Kedar, wuchs allerdings in dem Glauben auf, Sohn einer unfreien Hure und somit selbst ein Sklave zu sein. Er wurde bei den Kessanan einer grausamen Ausbildung unterzogen und hat gelernt, jedem Befehl widerspruchslos zu gehorchen. Nach abgeschlossener Ausbildung wurde er Sklave unter dem damaligen Heerführer Jarat. Dort allerdings wurde er von einem jungen Adligen namens Jerdt grundlos gequält und immer wieder gefoltert. Doch dann wurde Mordan von Jarat adoptiert und auf dem Sterbebett zu seinem Nachfolger gemacht.

## Kritik
„Unbedingt lesen! Dieses Buch ist ein Muss“

„Ein fesselndes High-Fantasy-Abenteuer mit viel Herz und Gefühl und hohem Tempo, bei dem die Spannung bis zum Schluss nicht abreißt“